# 大唇犀
大唇犀（學名：Chilotherium）是一屬已滅絕的犀牛，生存於中新世至上新世（13.7—3.4 百萬年前）的歐亞大陸上，包括中國蒙古。

## 描述
大唇犀為體型粗壯的動物，依物種的不同肩高範圍為 1.5至1.8（4.9至5.9英尺），而體重範圍在 1至2.5公噸（2,200至5,500磅） 之間。
雄性與雌性均不具有角，下唇比上唇大，下頜骨粗狀成鏟子狀。上顎沒有門齒，下顎的門齒闊大，並且向上彎，齒式為 0.0.3.31(2).0.3.3。頭部比現今的犀大稍大，頭顱骨沒有角。大唇犀矮小，四肢短小，每肢有三趾。
大唇犀是牧食性的動物，生活於沼澤地帶。

## 下属物种

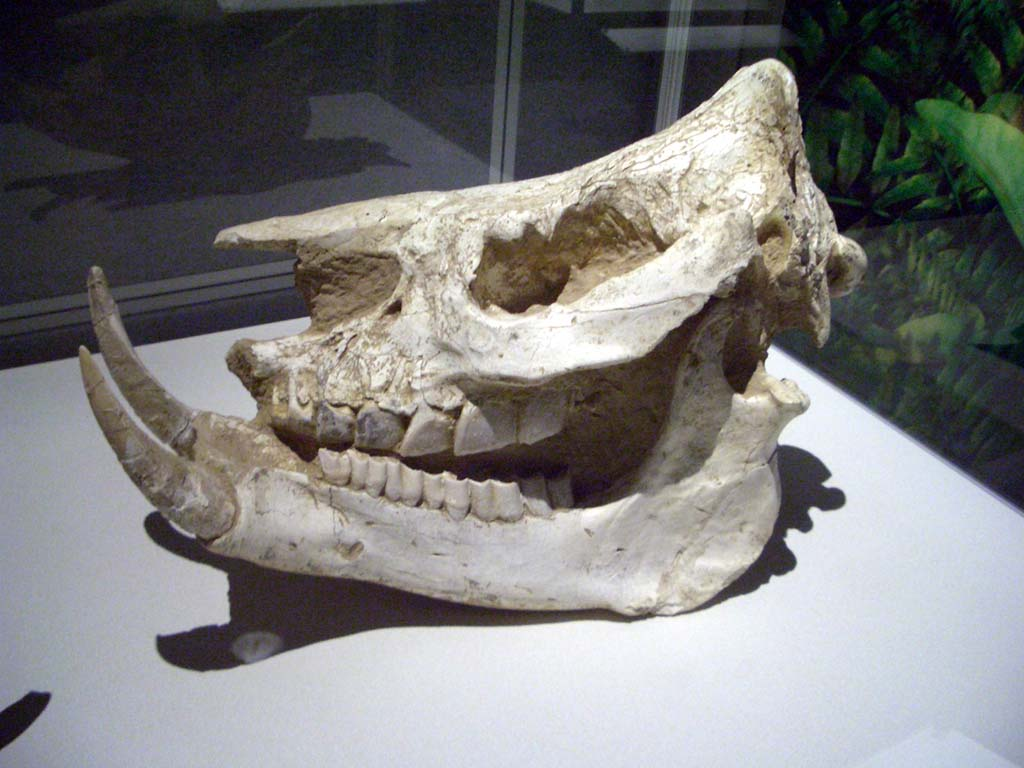
大唇犀頭顱骨的側面
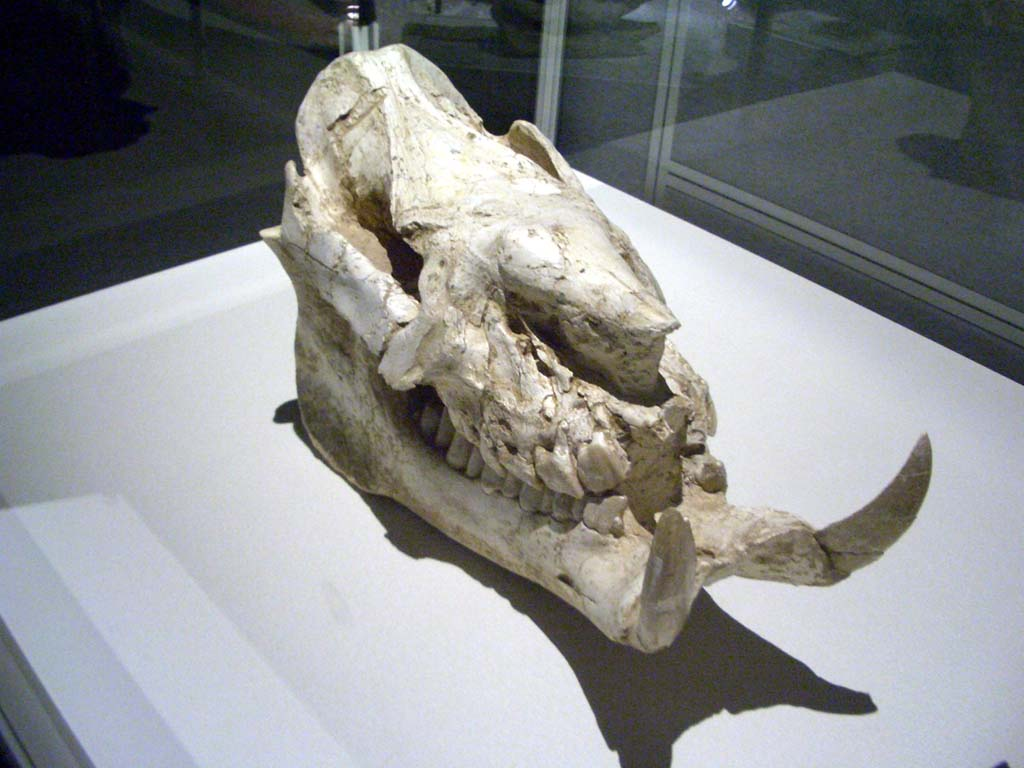
大唇犀頭顱骨的正面

本属包括以下物种：
- 安氏大唇犀 Chilotherium anderssoni Ringström, 1924
- Chilotherium haberi Ringström, 1924
- Chilotherium intermedium Heissig, 1972
- 桑氏大唇犀 Chilotherium licenti
- 原始大唇犀 Chilotherium primigenius
- Chilotherium schlosseri (Weber, 1905)[3]
- 維氏大唇犀 Chilotherium wimani Ringström, 1924
- 雲南大唇犀 Chilotherium yunnanensis Tang et al., 1974

- 大唇犀頭顱骨的側面
- 大唇犀頭顱骨的正面